# Convair Model 116

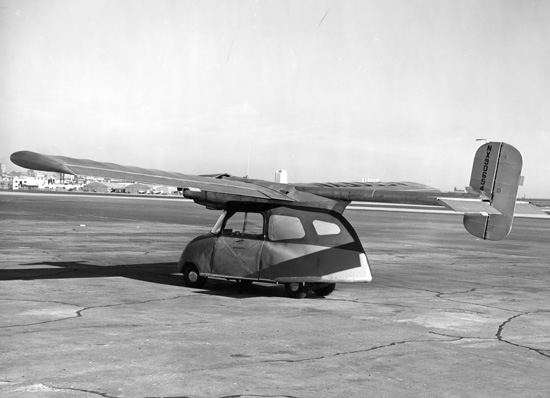
Der Anstrich am Heck simuliert die Fenster eines Pkw.

Die Convair Modell 116 ConvAirCar (nach dem Konstrukteur Ted Hall auch als Hall Flying Automobile bekannt) war ein Flugauto, von dem nur ein Prototyp gebaut wurde. Die Convair Modell 116 ConvAirCar sollte den Nachkriegs-Luftverkehrsmarkt mit massentauglichen Privatverkehrsmitteln bedienen. Aber weder dieser Typ noch eine verbesserte Version, die Convair Model 118, erreichten je die Produktionsreife.

## Geschichte
Consolidated Vultee Aircraft Corporation (später Convair) suchte Eintritt in den Nachkriegsboom der Luftfahrt mit einem fliegenden Auto für eine große Käuferschicht. Theodore P. „Ted“ Hall hatte das Konzept eines fliegenden Autos vor dem Zweiten Weltkrieg untersucht, wonach der Konzern 1941 erfolglos die Idee eines solchen Fahrzeugs für den Einsatz in Kommando-Einheiten während des Krieges vorgeschlagen hatte. Nach dem Ende des Krieges wurde von Hall und Tommy Thompson das Flugauto Convair Model 116 entworfen und entwickelt. Es wurde 1946 im Magazin Popular Mechanics vorgestellt.

## Konstruktion und Entwicklung
Das Flugauto bestand aus einer zweisitzigen Karosserie, angetrieben von einem hinten angebrachten 26-PS-Motor, einer abnehmbaren Eindecker-Tragfläche, einem Leitwerk und einer Zugpropeller-Konfiguration mit einem 90-PS-Franklin 4A4 Motor, der einen Zweiblatt-Holzpropeller antrieb.
Das Modell 116 (NX90654) flog am 12. Juli 1946 mit Pilot Russell Rogers am Steuer. Im August 1946 ersetzte man den Flugmotor durch einen Franklin 4AL-225 mit 95 PS. Der einzige Prototyp absolvierte 66 Testflüge.
Hall entwickelte  anschließend  eine komplexere Version des Modell 116, mit einer verfeinerten Karosserie und einem stärkeren Flugmotor unter der Bezeichnung  Modell 118 (diese Entwicklung trug ebenfalls den Namen „ConvAirCar“). Zwei Exemplare des Modell 118 hatten ihren Erstflug im Jahr 1947. Nach dem Absturz des ersten Prototyps setzte der zweite das Testprogramm fort. Aber die Begeisterung für das Projekt schwand und Convair beendete das Programm. Die Rechte am Modell 116 wie auch am Modell 118 wurden wieder Hall übertragen, der die TR Hall Engineering Corp. gründete. Die endgültige Version des Modell 118 erreichte nie Produktionsreife.

## Technische Daten (Model 116)
General Dynamics Aircraft and their Predecessors
- Flugmotor: 1 × Franklin 4A4 luftgekühlter Boxermotor, 90 PS (67 kW)
- Automotor: 1 × Crosley luftgekühlt, 26 PS (19 kW) (unterstützt die Karosserie)
- Leermasse der Fahrzeugkomponente: 260 kg
- Masse der Flugzeugkomponente: 227 kg
- Höchstgeschwindigkeit: 181 km/h (Flugbetrieb)